# Sidi Al Kamel
Sidi Al Kamel (àrab سيدي الكامل) és una comuna rural de la província de Sidi Kacem de la regió de Rabat-Salé-Kenitra. Segons el cens de 2014 tenia una població total de 30.199 persones.